# Лав (футболіст)
Арсеніу Себастіан Кабунгула (порт. Arsenio Sebastião Cabungula, нар. 14 березня 1979, Луанда) — ангольський футболіст, нападник клубу «Атлетіку Авіасан».
Виступав, зокрема, за клуб «Атлетіку Авіасан», а також національну збірну Анголи.

## Клубна кар'єра
У дорослому футболі дебютував 2000 року виступами за команду клубу «Атлетіку Авіасан», в якій провів шість сезонів. Протягом цього часу двічі, в 2004 та 2005 роках, ставав найкращим бомбардиром ангольського чемпіонату. Разом з «Атлетіку Авіасан» тричі ставав переможцем національного чемпіонату.
Згодом з 2007 по 2016 рік грав у складі команд клубів «Примейру де Агошту», «Петру Атлетіку», «Кабушкорп», «Рекреатіву да Каала» та «Саграда Есперанса».
До складу клубу «Атлетіку Авіасан» приєднався 2017 року, кольори якого й захищає на даний час.

## Виступи за збірну
21 квітня 2001 року дебютував у складі національної збірної Анголи у поєдинку проти Замбії. Наразі провів у формі головної команди країни 69 матчів, забивши 10 голів. Виходив на поле регулярно, але, як правило, з лави для запасних.
У складі збірної був учасником чемпіонату світу 2006 року у Німеччині (у перших двох матчах збірної не грав, але через травму Матеуша на 22-ій хвилині вийшов на поле й відіграв до фінального свистка), Кубка африканських націй 2006 року в Єгипті, Кубка африканських націй 2008 року у Гані, Кубка африканських націй 2010 року в Анголі, Кубка африканських націй 2012 року у Габоні та Екваторіальній Гвінеї.

## Статистика виступів

### У національній збірній
| національна збірна Анголи | національна збірна Анголи | національна збірна Анголи |
| Рік                       | Матчі                     | Голи                      |
| ------------------------- | ------------------------- | ------------------------- |
| 2001                      | 2                         | 0                         |
| 2002                      | 0                         | 0                         |
| 2003                      | 3                         | 0                         |
| 2004                      | 10                        | 2                         |
| 2005                      | 6                         | 2                         |
| 2006                      | 11                        | 3                         |
| 2007                      | 5                         | 1                         |
| 2008                      | 10                        | 0                         |
| 2009                      | 7                         | 0                         |
| 2010                      | 2                         | 0                         |
| 2011                      | 4                         | 1                         |
| 2012                      | 3                         | 0                         |
| 2013                      | 0                         | 0                         |
| 2014                      | 3                         | 1                         |
| 2015                      | 0                         | 0                         |
| 2016                      | 2                         | 0                         |
| 2017                      | 0                         | 0                         |
| Загалом                   | 68                        | 10                        |

### Голи за збірну
У таблиці рахунок та результат збірної Анголи подано на першому місці.
| №   | Дата            | Місце                                             | Суперник   | Рахунок | Результат | Змагання          |
| --- | --------------- | ------------------------------------------------- | ---------- | ------- | --------- | ----------------- |
| 1.  | 9 травня 2004   | Ештадіо да Сідадела, Луанда, Ангола               | Намібія    | 1–0     | 2–1       | Кубок КОСАФА 2004 |
| 2.  | 9 травня 2004   | Ештадіо да Сідадела, Луанда, Ангола               | Намібія    | 2–0     | 2–1       | Кубок КОСАФА 2004 |
| 3.  | 13 серпня 2005  | Мбабато, Мафікенг, ПАР                            | Зімбабве   | 1–0     | 1–2       | Кубок КОСАФА 2005 |
| 4.  | 17 серпня 2005  | Ештадіо Жозе Гомеш, Лісабон, Португалія           | Кабо-Верде | 2–1     | 2–1       | товариський       |
| 5.  | 29 April 2006   | Сецото, Масеру, Лесото                            | Маврикій   | 5–1     | 5–1       | Кубок КОСАФА 2006 |
| 6.  | 2 червня 2006   | Фортуна Сіттардс, Сіттард, Нідерланди             | Туреччина  | 2–2     | 2–3       | товариський       |
| 7.  | 17 вересня 2006 | Національний спортивний стадіон, Хараре, Зімбабве | Зімбабве   | 2–1     | 2–1       | Кубок КОСАФА 2006 |
| 8.  | 17 червня 2007  | Ештадіо да Сідадела, Луанда, Ангола               | Есватіні   | 2–0     | 3–0       | кв. КАН 2008      |
| 9.  | 18 грудня 2011  | Ештадіо Саграда Есперанса, Дундо, Ангола          | Замбія     | 1–0     | 1–0       | товариський       |
| 10. | 15 жовтня 2014  | Ештадіу 11 ді Новембру, Луанда, Ангола            | Лесото     | 4–0     | 4–0       | кв. КАН 2015      |